# Saul
Saul (ebraică: שָׁאוּל, Standard: Šaʾul Tiberiană: Šāʾûl ; "întrebat de") a fost primul rege al israeliților. El a fost ales de proorocul Samuel ca rege al Israelului. Saul era fiul lui Chiș, din familia lui Beniamin. Conform Bibliei, Saul a fost unul dintre cei mai frumoși bărbați din popor. Statura lui era impresionantă, fiind cu un cap mai mare decât majoritatea oamenilor din acea perioadă. În primele 10 capitole din cartea Samuel sunt prezentate momente importante din viața poporului Israel, care Îl părăsiseră din nou pe Dumnezeu, și din această cauză, l-au pus pe Samuel să găsească un conducător, ca și celelalte popoare.

## Domnie

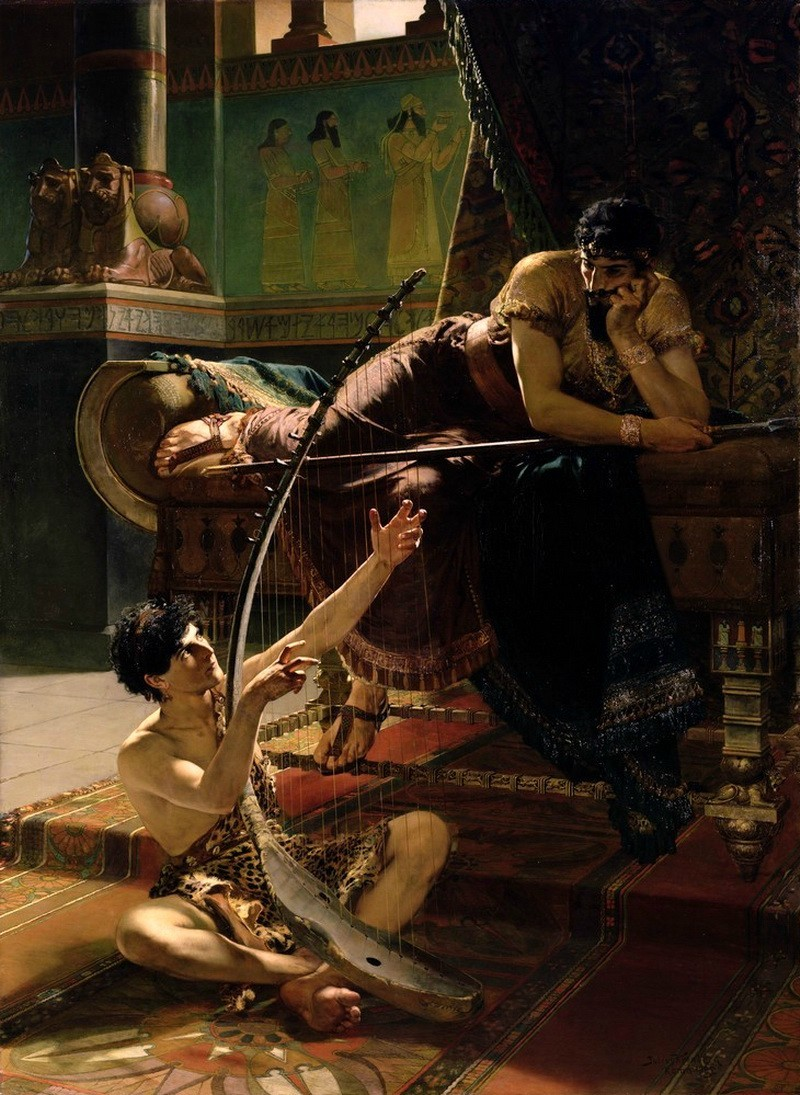
Saul și David

Saul a fost uns rege peste Israel de către judecătorul și prorocul Samuel, la voința poporului. El a lărgit granițele regatului iudeu prin lupte cu ammoniții, filistenii, moabiții și edomiții.
Odată, lui Saul îi era rău și a trimis după om care să-i cânte. Iesei (Ishay) l-a adus atunci pe David, fiul său cel mai mic. Acesta îi cântă lui Saul din harpă și-l făcu să se simtă bine. Saul nu știa că David fusese deja uns rege de către Samuel (I Regi 16:14-23).

### Saul îl prigonește pe David
Într-o luptă cu filistenii, David, în haine de cioban, l-a ucis pe Goliat, cel mai puternic soldat din armata filisteană, în fața ambelor armate. Filistenii, văzând că "uriașul" lor a murit, au luat-o la fugă. Saul l-a luat pe David la el în cort, și a discutat cu el de unde vine și din ce familie este. Între timp, fiul lui Saul, Ionatan, s-a împrietenit cu David (I Regi 17:43-58). Însă Saul, din invidie pe David pentru că avea mai multe victorii decât el, l-a alungat pe fiul lui Iesei și a început să-l prigonească. De două ori David l-ar fi putut ucide pe Saul, dar nu a făcut-o. Atunci Saul a încetat să îl mai prigonească pe David, care a apărat țara de amaleciți.

### Moartea lui Saul
Saul împreună cu Ionatan și cu alți doi fii ai săi au fost uciși, probabil prin anul 1007 î.Hr., pe muntele Ghelboa, în bătălie cu filistenii.